# Rätvalar
Rätvalar (Balaenidae) är en familj i underordningen bardvalar med fyra arter som idag delas upp i de två släktena Balaena och Eubalaena. Typiskt för alla fyra arter är ett stort huvud. Deras längd varierar från 15 till 20 meter. Rätvalar livnär sig av plankton och förekommer i kalla och tempererade havsområden. Valarna i familjen blev tidigare i stor skala offer för valfångst.
Ibland räknas också dvärgrätvalen till denna familj.

## Kännetecken
Rätvalar är ganska klumpiga. De saknar ryggfena medan deras bröstfenor är korta och kraftigt utbildade. De skiljer sig från de nära besläktade fenvalarna vad gäller huvudets uppbyggnad. Den övre käken (rostrum) är mycket starkt böjd och käkbenet är smalare än hos fenvalar. Huvudet är mycket stort i jämförelse med den övriga kroppen. Hos grönlandsvalen upptar huvudet 40 % av hela längden. Kännetecknande är även de långa tunna svarta barder som hos nordkaparen och sydkaparen är ungefär 2,5 meter långa och hos grönlandsvalen fyra meter långa. De saknar fåror på strupen och kan därför inte öppna munnen lika stort som fenvalar. Rätvalarnas halskotor är sammanvuxna. Dessutom har de ett mycket starkt späckskikt. Skiktet behövs som isolering i kalla havsområden.

Jämförelse av storleken mellan en människa och en rätval

Nordkapare och sydkapare skiljer sig från andra valar och även från grönlandsvalen genom stora ansamlingar av rankfotingar på huvudet. Dessa finns särskilt mycket på över- och underkäken samt i området kring ögonen. Anmärkningsvärt är att hanar har fler rankfotingar på övre käkens spets än honor. Forskare använder de olikformade ansamlingarna av rankfotingar för att identifiera de olika individerna. Numera är nästan hela beståndet katalogiserat. Statistiken används för forskning angående ålder, levnadssätt och vandringar.
Rätvalar är jämförelsevis stora däggdjur men är i motsats till andra bardvalar endast medelstora. Nordkapare och sydkapare har ungefär samma storlek och vikt. De blir normalt cirka 15 meter långa och når maximalt 18 meters längd. Vikten ligger mellan 50 och 56 ton. Med en genomsnittlig längd på 17 meter och enskilda individer som blir 20 meter långa är grönlandsvalen ännu större. Grönlandsvalens vikt är vanligtvis 65 ton och hos särskilt stora exemplar 80 ton.

## Utbredning
Rätvalar föredrar kalla havsområden men på sina vandringar når de även varma subtropiska havsregioner. Rätvalar finns i nästan alla havsområden kring Arktis och de förekommer även i större delar av norra Atlanten och norra Stilla havet. Här lever grönlandsvalen och nordkaparen som ibland skiljs i en art i Atlanten och en i Stilla havet. Rätvalar finns dessutom i Ochotska havet och vid Japans kustlinje. Däremot saknas de nästan längs Rysslands norra kustlinje. På södra jordklotet lever sydkaparen fram till Antarktis kustlinje. De når även kustlinjen av Sydamerika, södra Afrika och södra Australien. Sydkaparens utbredningsområde är störst men beståndet glest.

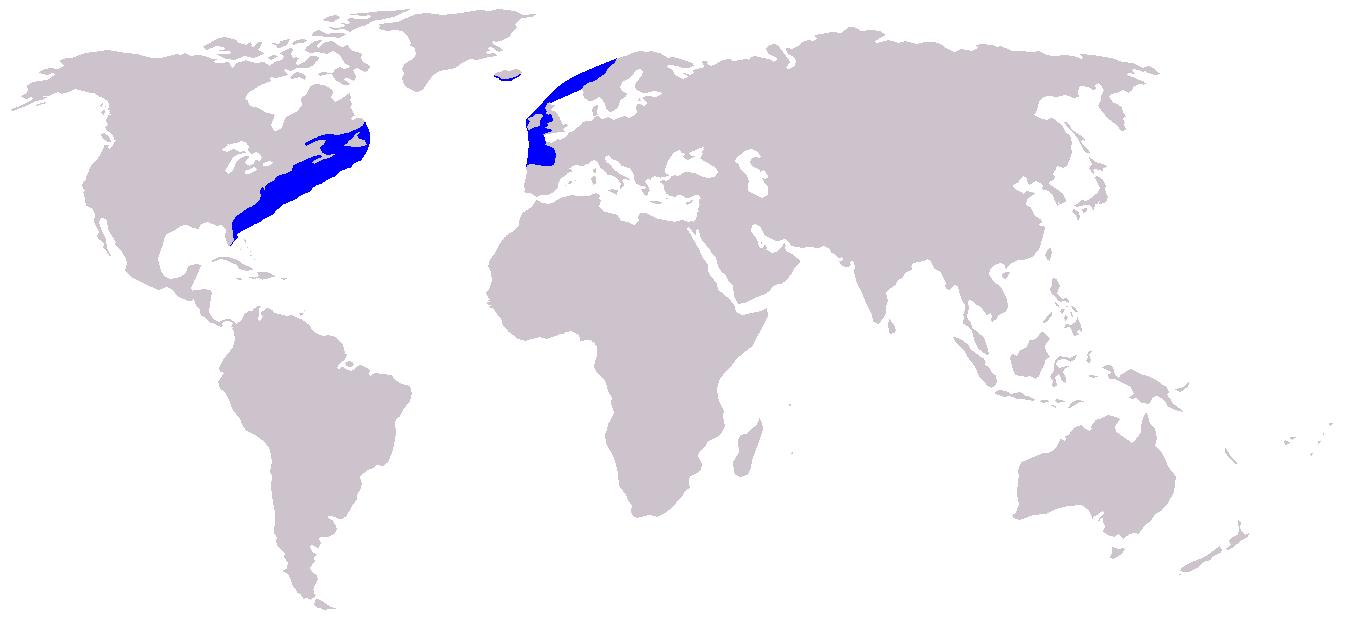
Utbredning av atlantisk nordkapare (Eubalaena glacialis eller Eubalaena glacialis glacialis)
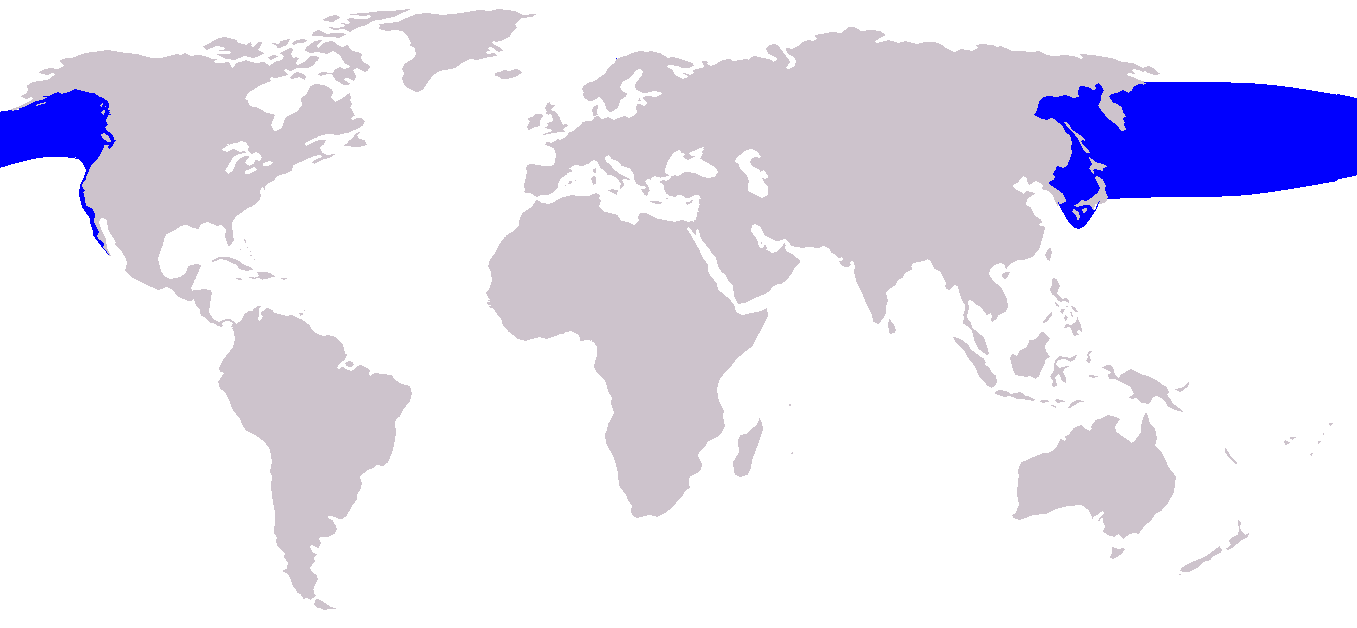
Utbredning av stillahavsnordkapare (Eubalaena japonica eller Eubalaena glacialis japonica)
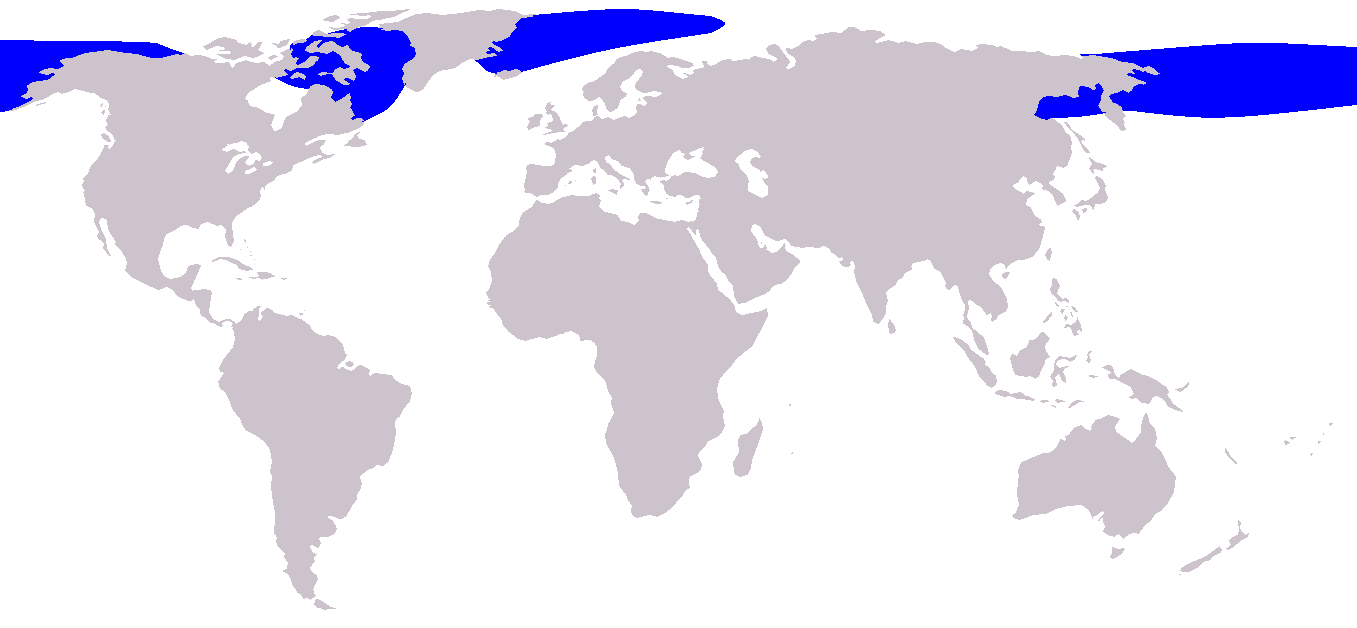
Utbredning av grönlandsval
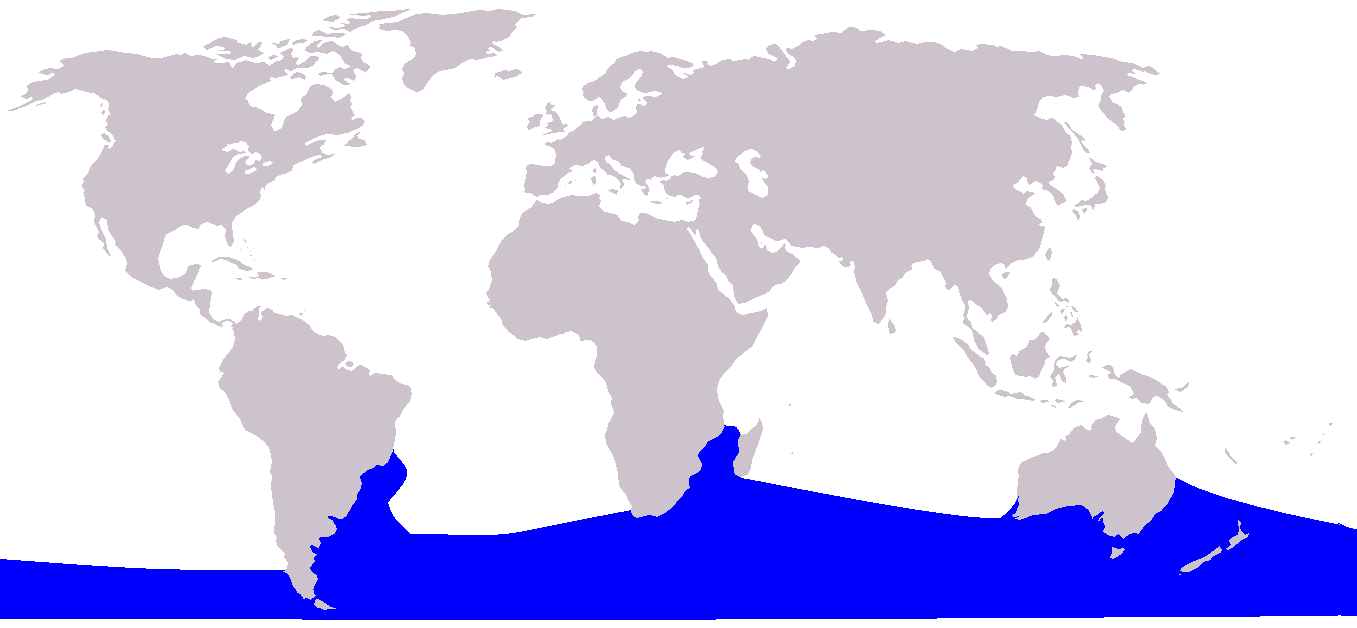
Utbredning av sydkapare

## Levnadssätt

### Socialt beteende
Rätvalarnas sociala beteende är i stort sett outforskat. Troligtvis lever de ensamma eller i mindre grupper på 3 till 4 individer. Det har iakttagits att rätvalar ofta hoppar ur vattnet och samtidigt slår med stjärtfenan mot vattenytan. Syftet med detta är troligtvis att med hjälp av höga ljud meddela andra rätvalar om sin position.

### Födan
Rätvalar livnär sig i stor utsträckning på hoppkräftor men födans sammansättning varierar antagligen med arten. Nordkapare äter förutom hoppkräftor krill och myllrande larver av mindre havsdjur. Sydkaparen äter även krill i alla utvecklingscykler. En vuxen rätval behöver 1000 till 2500 kilogram föda per dag.
När rätvalar äter simmar de med öppen mun genom svärmar av djurplankton. De befinner sig då under vattnet i cirka 8 till 12 minuter. Mer sällsynt hittar rätvalar sitt byte vid vattenytan. Nordkapare har vid jakten ibland kroppskontakt men syftet med detta är okänt.

### Läten
Hos rätvalar finns minst två sorters läten men arternas repertoar är troligtvis större. Det finns läten för att hålla kontakt över längre avstånd och läten som används av honor för att locka hanar till parning. Medan fenvalar framför sammanhängande ljudföljder som kan uppfattas som sånger, utstöter rätvalar korta enskilda och låga läten som ligger i frekvenszonen 50 till 500 Hertz. Ett annat läte som inte ännu är tillräckligt utforskat och som används under jakten har en frekvens mellan 2000 och 4000 Hertz. Grönlandsvalens läten är enklare uppbyggda än läten hos nord- och sydkapare.

### Fortplantning

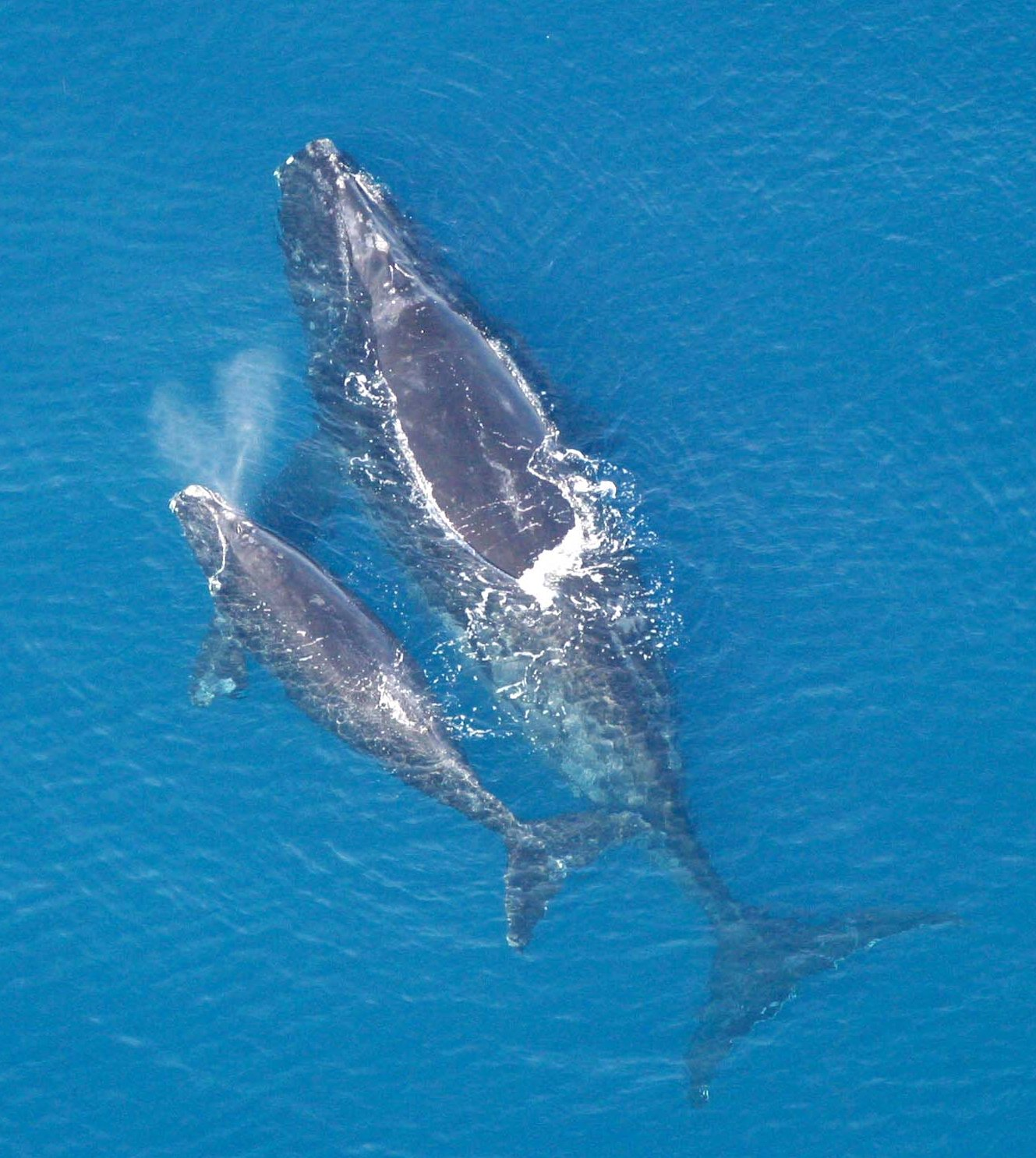
Hona av nordkapare med kalv

Rätvalarnas reproduktionscykel ligger mellan två och tre år. Därför är mindre än en tredjedel av alla honor i ett område parningsberedda. Dessa honor lockar hanar med akustiska signaler. Parningen sker oftast mellan senhöst och vår. Parningen fördröjs av honan genom att hon simmar på rygg. Finns flera hanar i närheten försöker dessa tränga bort konkurrenterna. Eventuellt spelar även de tidigare nämnda ansamlingarna av rankfotingar på hanarnas huvud en roll vid honans val, men om den saken finns hittills inga vetenskapliga bevis. Trots allt parar sig honan med flera hanar. Anmärkningsvärt är att hanar av rätvalar, särskilt sydkapare, har de största testiklarna i djurvärlden. Dessa kan väga 800 kg.
Efter dräktigheten som varar i 10 till 13 månader, maximalt 17 månader, föder honan ett enda ungdjur som är 4 till 5 meter långt. I sällsynta fall lämnar ungdjuret honan en bit, men inte mer än en kroppslängd. Efter ungefär ett år när ungen är 8 till 9 meter lång slutar honan att ge di. Rätvalar blir vanligtvis könsmogna vid 9 års ålder men vissa honor parar sig redan efter 6 år. Rätvalar kan bli mycket gamla, mer än 70 år. En viss hona har iakttagits regelbundet sedan 1935. Med hjälp av ett ben i örat som varje år bildar ett nytt skikt har åldern hos en död grönlandsval beräknats. Denna individ blev 211 år gammal och var alltså äldre än andra kända gamla djur som sköldpaddorna Harriet (176 år) och Tu'i Malila (188 eller 192 år). Om åldern hos sköldpaddan Adwaita som antas vara 256 år gammal inte blir vetenskapligt bevisad är denna val det äldsta kända ryggradsdjuret på jorden.
Den naturliga dödligheten hos unga rätvalar ligger på 17 % under det första levnadsåret och 3 % under de följande tre levnadsåren.

### Vandringar
Rätvalarnas beteende vid vandringar är nästan okänt. Enligt uppgifter från inuiter vandrar de i grupper som är skilda efter ålder och kön.
De flesta rätvalar i norra Atlanten föder sina ungar vid Georgias och Floridas kuster. Två tredjedelar av nordkaparens bestånd vistas under våren, sommaren och hösten vid sundet i Maine. Grönlandsvalar riktar sig vid vandringen efter vattenströmning och vattenrännor. De övervintrar i Berings hav och föder där sina ungar. Under sommaren finns de oftast vid Amundsensundet, Mackenzieflodens delta och Yukon kuster.
Sydkapare föder sina ungar vid Argentinas, Sydafrikas, Australiens och Nya Zeelands kuster. Under sommaren vistas de längre söderut.

## Systematik
På grund av flera morfologiska skillnader mellan fenvalar och rätvalar klassas de senare i en egen familj. Intressant är indelningen av dvärgrätvalen (Caperea marginata). Denna art klassas trots några morfologiska paralleller till rätvalar i en egen familj Neobalaenidae.
I de nyaste taxonomiska indelningarna omfattar familjen fyra nu levande arter placerade i två släkten:
Släkte Balaena
- Grönlandsval (Balaena mysticetus)
- †Swedenborgsval (Balaena swedenborgii), artstatus omstridd

Släkte Eubalaena
- Nordkapare (Eubalaena glacialis)
- Stillahavsnordkapare (Eubalaena japonica)
- Sydkapare (Eubalaena australis)

Tidigare räknades stillahavsnordkapare som underarter till nordkapare. Aktuella undersökningar av djurens DNA stödjer hypotesen att de utgör skilda arter.

## Evolution
Fem fossil av släktingar till grönlandsvalen har funnits i Europa och Nordamerika. Dessa härstammar från tiden mellan miocen (för cirka 10 miljoner år sedan) och pleistocen (för cirka 1,5 miljoner år sedan) och klassas alla till grönlandsvalens släkte Balaena. Dessa fem fynd fick alla status som egen art B. affinis, B. etrusca, B. montalionis, B. primigenius och B. prisca. Bara för den sistnämnda arten är det inte helt klarlagt om den skiljer sig från den moderna grönlandsvalen eller ej. Sedan är det ett stort avstånd till nästa fossila fynd av valar, Morenocetus som hittades i Sydamerika och som levde för 23 miljoner år sen.

## Rätvalar och människor

### Valfångst
Bestånd av rätvalar idag är bara rester av populationen som fanns före den stora jakten. För mer än tusen år sedan började baskerna jaga rätvalar. Baskernas vapen bildade grunden för jaktredskapen som användes under 1900-talet. Under detta århundrade skedde valfångsten industriellt och bestånden blev nästan utplånade. På södra halvklotet jagades djuren vid deras födelseplatser. Först fångades ungdjuret för att man lättare skulle få tag i honan. Sedan drogs det vuxna djuret till land eller grunda vattenregioner innan det slaktades. Barderna togs alltid ur munnen eftersom de var värdefulla. Om jägarna även var intresserade av oljan lösgjordes djurets späck från kroppen som sedan styckades och kokades i stora pannor.

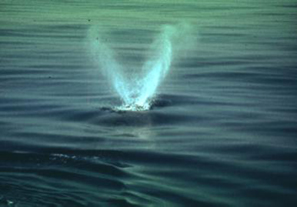
Det V-formade blåsmolnet visade jägarna att de hade en rätval och samtidigt ett lönsamt byte framför sig.

Det engelska ordet för rätvalar som även idag är "right whale" beror på att rätvalar ansågs som de rätta jaktbytena, då de var långsamma och stora med många barder och mycket olja, och inte sjönk till havets botten.
Redan 1935 inrättades internationella skyddsåtgärder för nordkapare och sydkapare. Trots det jagades fram till 1960 varje år i södra Atlanten, Indiska oceanen och Stilla havet tusentals rätvalar av sovjetiska valfångstskepp.
Större kännedom om grönlandsvalar och jakten på dem kommer från William Scoresbys berättelser. Dessutom finns flera skrifter om bardernas ekonomiska betydelse. Tidvis fick jägarna 2250 brittiska pund för ett ton barder. Beståndet minskade betydligt trots att varje skepp inte jagade mer än 7 till 10 valar per år. Snart fanns inga valar kvar vid kustlinjerna och jägarna var tvungna att flytta jakten till det öppna havet. Så tidigt som 1850 var beståndet så litet att jakten blev olönsam. I de europeiska delarna av ishavet var rätvalarna helt utrotade.

### Hot och skyddsåtgärder idag

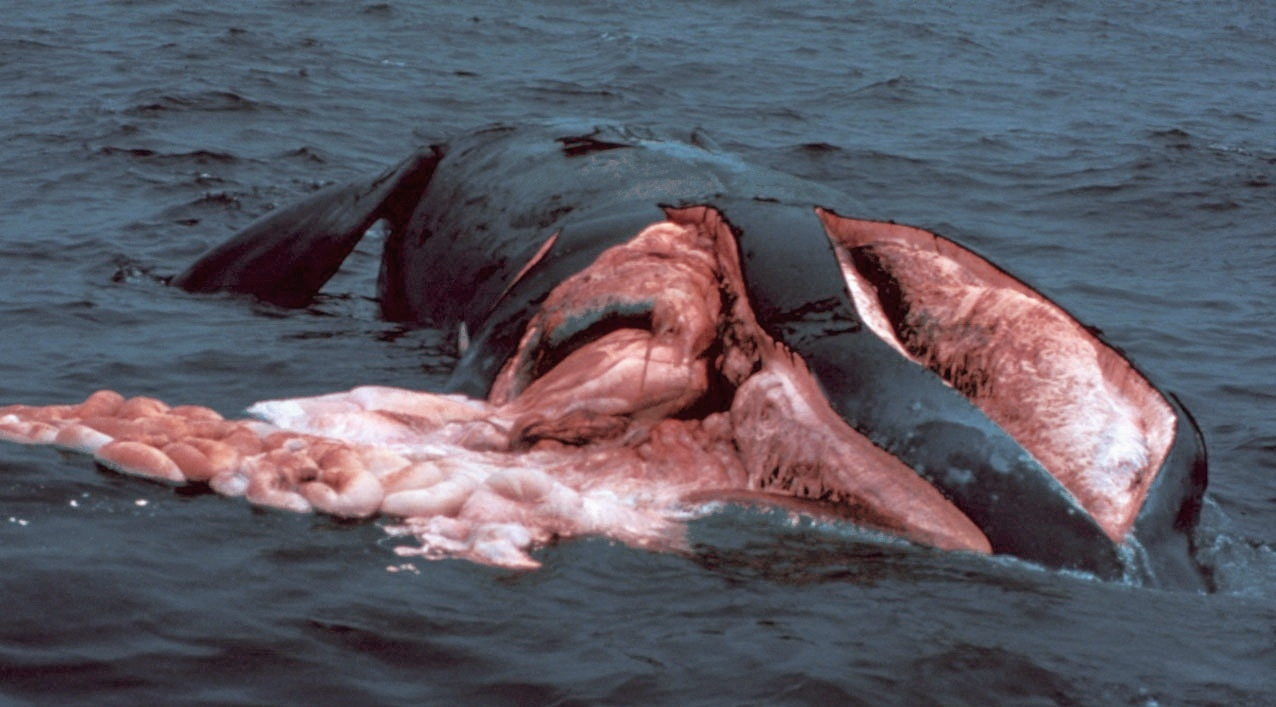
Denna nordkapare dödades av en fartygspropeller

Efter förbudet att jaga rätvalar inrättades av Sydafrika, Argentina, Nya Zeeland och Australien särskilda havsparker för arten sydkapare. Sedan tillkom föreskrifter angående rätvalarnas skydd och umgänge med dessa. Beståndet ser ut att återhämta sig och ökar varje år med 6 till 7 procent (uppgift från 2001).
På grund av att rätvalar huvudsakligen vistas nära kusterna är de hotade av den ökande fartygstrafiken. Ett annat hot utgörs av fiskenät. Ungefär 38 % av alla dödsfall sker efter kollision med ett skepp och cirka 8 % drunknar i fiskenät. Tidigare studier visade att 60 % av alla exemplar av de bägge arterna av nordkapare har ärr som orsakades av olika fiskeredskap, särskilt av ryssjor för fångst av kräftdjur. I USA utvecklas sedan en tid andra fiskemetoder för att minska antalet offer bland rätvalarna.
Några forskare förutser att alla rätvalar på norra jordklotet kommer att dö om 200 år på grund av den ökade fartygstrafiken. Tills vidare är kännedomen om arternas bestånd för liten för att ge ett slutgiltigt svar.

### Beståndet
Grönlandsvalens bestånd uppskattas till 10 000 individer, en ökning med 30 % sedan 1993 då det fanns omkring 8 200 djur. Populationen anses stabil på grund av djurets avlägsna utbredningsområde i arktiska havsregioner. Nordkaparen förekommer i mindre avlägsna områden och beståndet ökade därför obetydligt sedan jakten tog slut. Populationen omfattar bara 300 till 350 exemplar. Om beståndet av stillahavsnordkaparen som antagligen är mycket litet finns inga uppgifter. Sydkaparens bestånd är stabilt och ligger på 7 000 individer.

### Rätvalar och inuiter
Grönlandsvalen jagas sedan gamla tider av inuiter men deras jakt var inget hot mot beståndet. I början användes harpuner som var gjorda av elfenben eller med stenspets. Vid denna tid fanns mellan 10 000 och 20 000 individer och valens bestånd var stabilt. Under 1800-talet och 1900-talet minskades beståndet av europeiska och amerikanska jägare till omkring tusen exemplar i Berings hav och några hundra djur i angränsade regioner. Denna valfångst inställdes 1915 i stort sett men inuiterna jagade fortfarande. Sedan återhämtade sig beståndet inte som förväntat. En förklaring var att den genetiska mångfalden var förstörd vilket skulle ha medfört att valarna saknat förmåga att föröka sig, men å andra sidan förändrades även inuiternas jaktmetoder. Sedan 1880 använder inuiter harpuner med sprängladdning och därför föreslog det vetenskapliga rådet av den internationella valfångstkommissionen (IWC) ett jaktförbud. Efter massiva protester från inuiter som hävdade att de är kulturellt och ekonomiskt avhängiga av valfångst fick de begränsad rätt att jaga grönlandsvalar. Befogenheten ska kontrolleras av Alaska Eskimo Whaling Commision. Efter beräkningar som visade att grönlandsvalens bestånd ökar med 3 % fastslogs att inuiterna kan varje år jaga 56 valar utan att det utgör ett problem.